# Línea 705 (Suburbanos Montevideo)

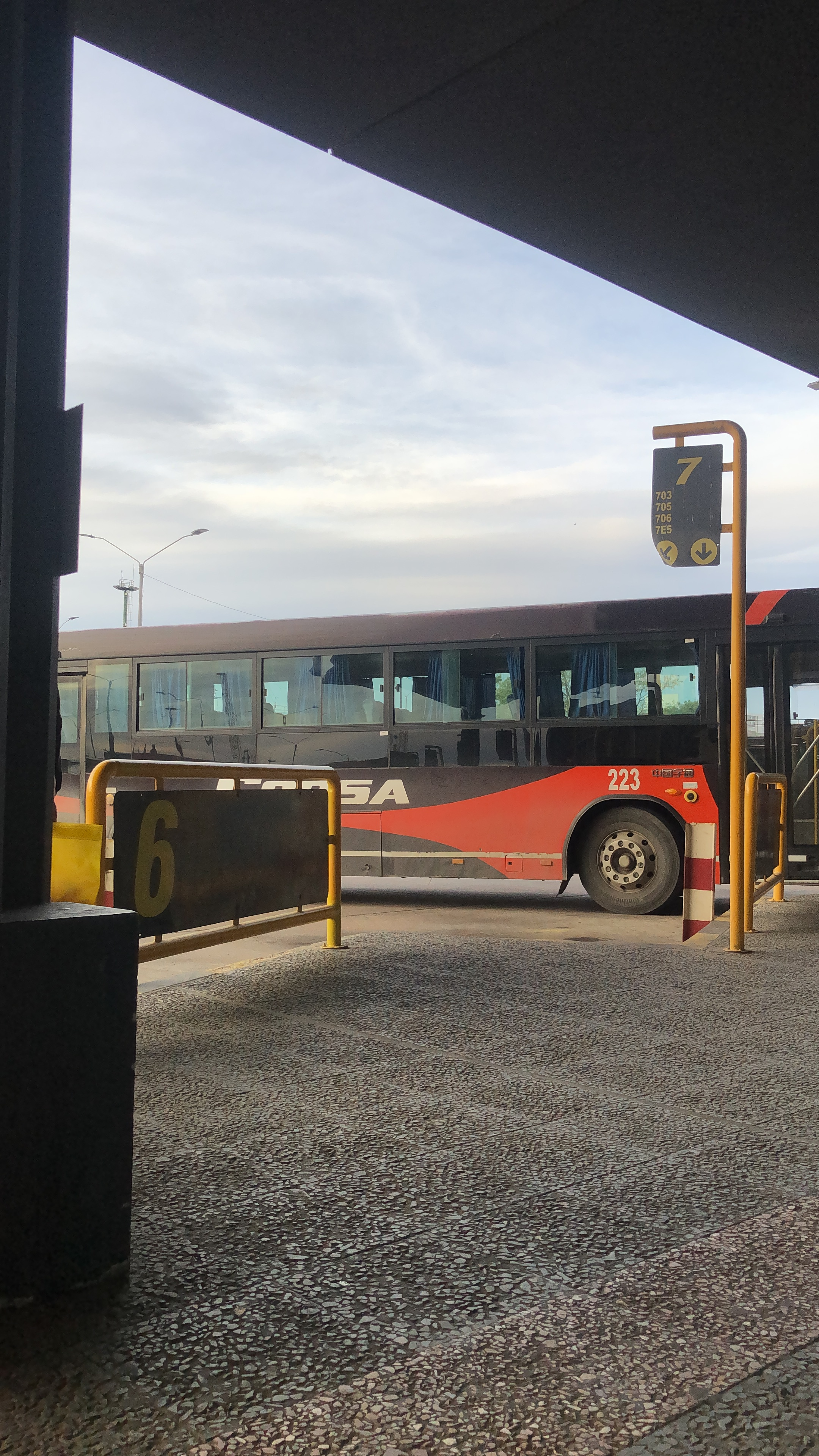
Línea 705 en la Terminal Baltasar Brum

La línea 705 de la red de transporte suburbano de Montevideo une la Terminal Baltasar Brum con Pinar Norte o Colinas de Solymar. La ida es Pinar Norte o Colinas de Solymar y la vuelta Montevideo.

## Características
También cuenta con una variante que es la línea 7E5, que parte desde Colinas de Solymar.

## Recorridos
Circula en ambos sentidos por los siguientes barrios de Montevideo: Centro, Cordón, Tres Cruces, La Blanqueada, Unión, Curva de Maroñas, Barrio Ideal, Malvín Norte, La Cruz de Carrasco, Carrasco Norte, y los barrios Paso Carrasco, Parque Carrasco, Shangrilá, San José de Carrasco, Lagomar, Solymar, Lomas de Solymar, Médanos de Solymar, El Pinar y Colinas de Solymar de la Ciudad de la Costa.
| Partida Andén (Estación Baltasar Brum) - Río Branco - Galicia - Julio Herrera y Obes - Paysandú - República - Democracia - Daniel Muñoz - Cufré - Miguelete - Juan R. Gómez - Presidente Berro - Avenida 8 de Octubre - Andenes externos (Intercambiador Belloni) - Veracierto - Avenida Wilson Ferreira Aldunate - Camino Carrasco - Ruta 101 - (Aeropuerto Internacional de Carrasco) - Ruta 101 - Av. Calcagno - Avenida Giannattasio - Av. Horacio García Lagos - Transversal - Av. Tuyutí - Indiana - Venezuela - Av. Costanera - Av. G. Pérez Butler - Pinar Norte Partida (hasta Colinas de Solymar) - Ruta anterior - Av. G. Pérez Butler - Ruta Interbalnearia - Aconcagua - Rocallosas - Everest, hasta Ruta Interbalnearia. - Colinas de Solymar | Retorno - El Pinar - Av. G. Pérez Butler - Av. Costanera - Venezuela - Indiana - Av. Tuyutí - Transversal - Av. Horacio García Lagos - Av. Ing. Luis Giannattasio - Av. Calcagno - Ruta 101 - (Aeropuerto Internacional de Carrasco) - Ruta 101 - Avenida Wilson Ferreira Aldunate - Camino Carrasco - Hipólito Yrigoyen - Isidoro Larraya - Veracierto - Andenes externos (Intercambiador Belloni) - Avenida 8 de Octubre - Avelino Miranda - Goes - Juan Paullier - Dr. Salvador Ferrer Serra - Martín C. Martínez - Avda. Uruguay - Ciudadela - Rambla - Galicia - (Estación Baltasar Brum) Retorno (desde Colinas de Solymar) - Everest - Rocallosas - Aconcagua - Ruta Interbalnearia - Av. G Pérez Butler, continúa por ruta habitual |

## Frecuencia
- 1 unidad cada 2 horas los días hábiles desde las 06:30 hasta las 19:15.
- 1 unidad cada 3 horas los sábados desde las 08:30 hasta las 20:56.

No funciona los domingos.